# Фукуйтитан
Фукуйтитан (лат. Fukuititan, буквально — титан из Фукуи) — род завроподных динозавров из клады титанозавриформ (Titanosauriformes), живших во времена раннемеловой эпохи (барремский век) на территории современной Японии. Включает единственный вид — Fukuititan nipponensis.
Описан в 2010 году Yoichi Azuma и Masateru Shibata на основании неполного скелета: зубов, шейных позвонков, плечевой кости. Название Fukuititan происходит от Fukui — префектуры в Японии, и греческого слова titan — ссылаясь на размер данного динозавра. Название вида nipponensis происходит от слова «Nippon», указывает на то, что он был найден в Японии.
Ископаемые остатки данного динозавра, представляют собой первый относительно полный скелет титанозавриформа, найденный на территории Японии. Фукуйтитан является относительно небольшим зауроподом, общая длина которого составляет 10 метров. Открытие фукуйтитана показывает, что разнообразие и географическое расселение титанозавриформ было гораздо больше, чем предполагали до этого.